# 일본의 지리

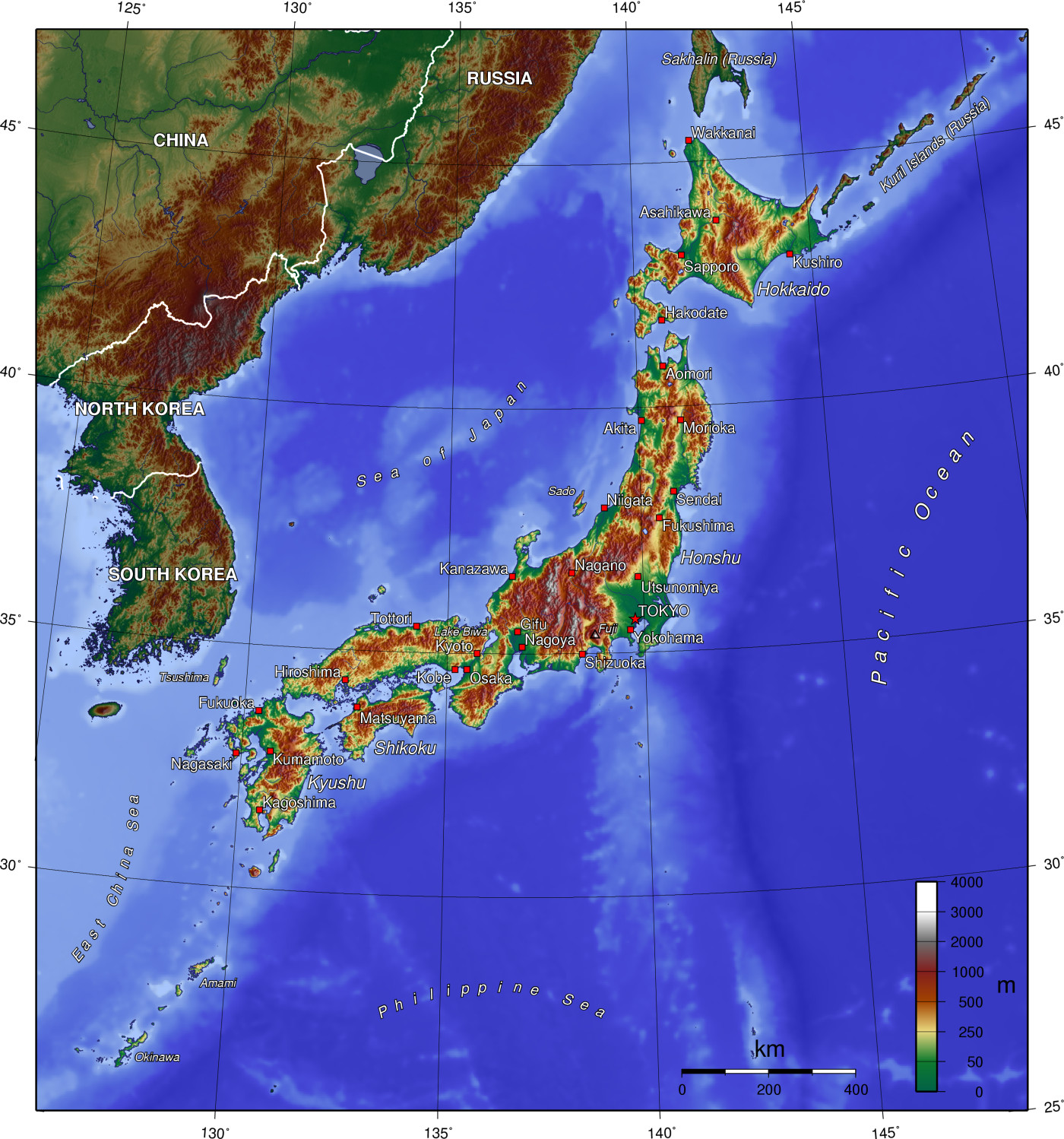
일본의 지형도

일본의 주요 지형이다. 센카쿠 제도도 역시 댜오위다오라고 해석되지만 이들은 영토 분쟁 지역이기도 하다. 한반도는 조선반도, 대한해협은 조선해협이 아닌 쓰시마 해협이라고 가리킨다.

일본은  홋카이도, 혼슈, 시코쿠, 규슈 네 섬으로 이루어진 섬나라로, 네 개의 본섬 외에도 쓰시마섬, 오키나와섬 등의 수천 개의 부속도서들이 있다. 서쪽으로는 한국과 중국 및 대만, 북쪽으로는 러시아, 동쪽과 남쪽으로는 태평양에 접해 있다.
일본은 남북으로 매우 길게 뻗은 탓에, 최고 기온은 42도, 최저 기온은 영하 44도 정도로 다양하게 나타난다.
또한 일본은 동해, 오호츠크해, 태평양 같은 바다에 둘러싸여 있다. 열도 태평양 쪽은 쿠릴-캄차카 해구, 일본 해구 등 깊은 해구가 형성되어, 해구 전체가 지각 변동과 조산 활동이 활발하다. 또한 지구상에 확인되는 화산의 10% 정도가 일본에 있는 것으로 알려져 있다.
지질학적으로는 유라시아판 동쪽과 북아메리카판의 남서쪽에 있다. 이 두 대륙판 아래로는 태평양판과 필리핀해판 2개 해양판이 침강하기 때문에, 유라시아 대륙에서 분리된 호상 열도가 되었다고 추정한다.

## 자연
일본은 아시아 대륙 연변(沿邊)에 위치하며 지구 표면적의 0.07%(약 37만km2)를 차지하고 홋카이도·혼슈·시코쿠·규슈의 4개 본섬과 수천개의 작은 부속 도서로 이뤄져 있다.
일본 열도는 태평양을 둘러싼 환태평양 조산대의 일부를 이루며, 도호(島弧)는 그 철면(凸面)을 태평양 쪽으로 향하고 있고, 그 전면에는 깊이 1만m에 달하는 해구를 수반하고 있다.
이들 도호는 신생대에 해당하는 지층으로 심한 조산 운동을 받고 있기 때문에 습곡 산맥이 겹쳐진 채 화산대가 병주하고 활화산이 많으며, 도호에 따라 지하에는 지진이 빈발하며, 때때로 대지진을 일으키고 있다. 그리고 일본 열도에서는 대지진이 일어날 때에는 해안 지대가 1m 나 융기하여 암초를 노출시키거나, 한편으로는 해안이 침강하여 해수가 육지로 침입하는 경우가 있다.
전국의 주요 국토를 따라 설치되어 있는 수준점(水準點)을 수년 수십년마다 개측(改測)하여 보면 토지가 조금씩 융기했다 침강했다 하는 것을 볼 수 있다.
일본 열도는 플라이스토세 말기부터 홀로세 초기에 걸친 빙하기가 끝남에 따라 해수의 침입에 의해 유라시아대륙으로부터 떨어져 분리되기까지는 이 대륙과 육지로 연결되어 있었다고 생각되고 있다. 일본은 또한 사방이 바다로 둘러싸여 있는 섬나라이므로 해안선이 길고 여러 가지 형태의 해안선을 볼 수 있다.해안선은 육지와 바다의 접점으로서 해면수준의 변화·육지의 승강(昇降)에 의해서 육지에 바다가 침입하거나, 반대로 해저(海底)가 육상에 나타나 새로운 육지를 형성하거나 한다. 이러한 해안은 일조일석에 형성된 것이 아니라 해면수준의 변화·육지의 승강·하천의 퇴적작용·파력(波力) 등이 서로 합쳐져서 형성된 것이다. 시마(志摩) 등은 침식작용으로 계곡이 깎여 산지가 침수되어 형성된 리아스식 해안이며, 세토 내해 등의 다도해는 전에는 육지였다. 리아스식 해안·다도해는 화산지형과 함께 일본의 풍광을 대표하는 것으로 국립공원 지역이 많다.
일본 열도는 호상산맥(弧狀山脈)의 배열상 홋카이도 주부, 북일본, 중일본, 서일본의 4개 지형구와 류큐(琉球) 등의 제도(諸島) 부분으로 나뉜다.

## 산지·산맥

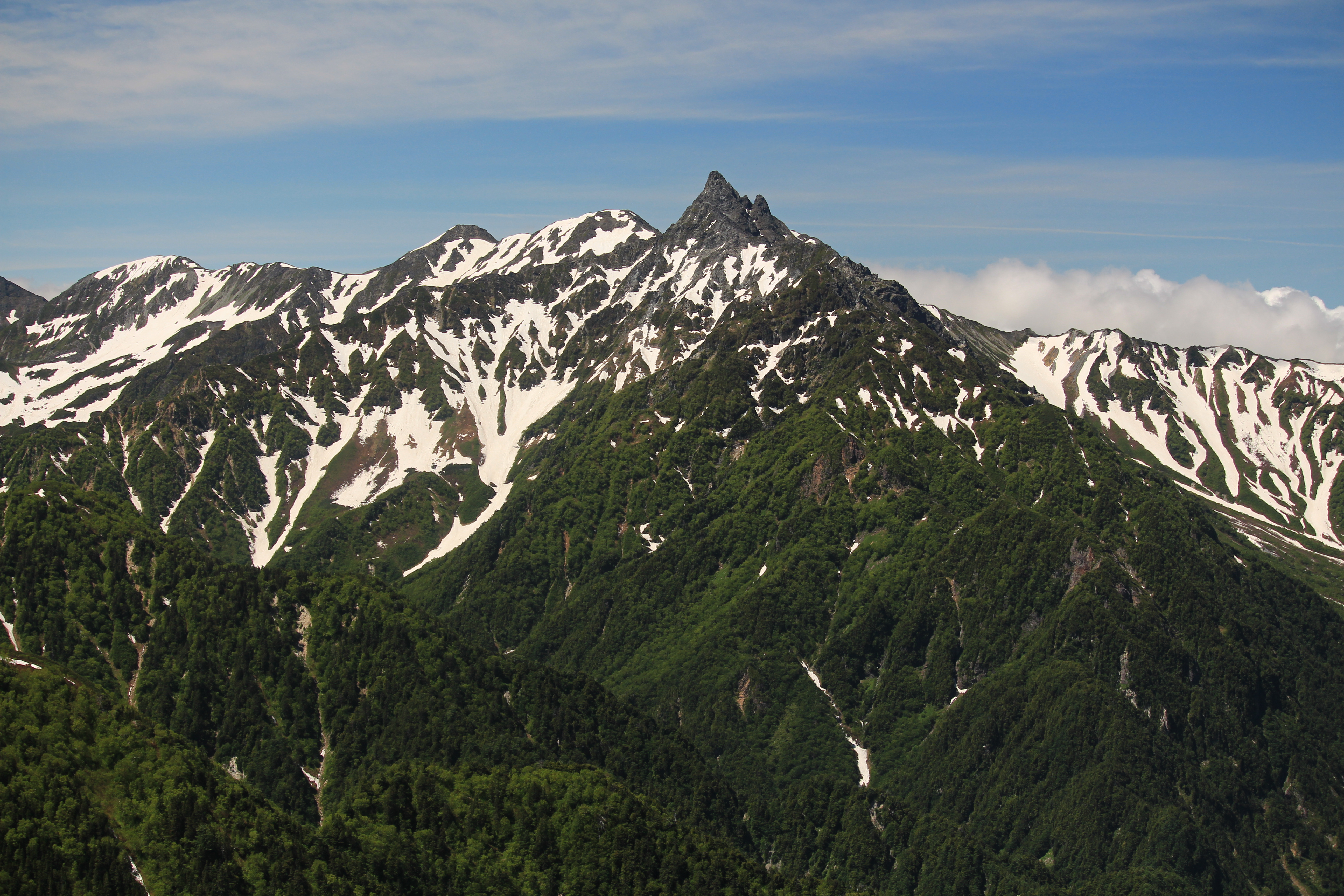
야리가산

일본의 산지는 그 토대가 형성된 조산기, 그 후의 변화에 따라 각양각색의 형태를 지니고 있다. 주로 중생대에 조산운동을 받아 그 후 평탄화되고, 현재는 고원 형태의 산지가 된 기타카미 산지·아부쿠마 고지·주고쿠 산지, 중생대의 조산대에 속하며 최근에 단층 운동 등으로 융기하여 급준한 산맥이 된 히다산맥, 기소산맥, 아카이시산맥, 그리고 조산대 습곡 구조를 비교적 잘 반영하고 있는 오우산맥·데와산맥 등을 볼 수 있다. 일반적으로 일본의 산지는 급준하고 깊은 계곡이 파여져 있기 때문에 여울이나 폭포수가 군데군데 형성되어 명승지를 이루고 있다.

## 화산대
일본에는 200개가 넘는 화산대가 분포하여 매우 다양하고 풍치가 좋은 지형을 많이 만들고 있다. 칼데라, 폐색호, 습원, 분출물이 만드는 여러 화산체가 화산군을 이루고 있다. 화산대 중의 개개의 화산은 일반적으로 화산군(火山群)을 만들며, 화산대는 좁은 지구 내에 밀집하여 여러 화산 활동과 거기에 수반하는 화산지형을 형성하기 때문에 계절의 변화에 따라 풍광명미한 산악 지대를 형성하는 이 많다. 닛코·아칸·도와다하치만타이·아소쿠주·후지 하코네 이즈 등의 여러 국립공원은 모두 화산군을 공원 구성의 중심 풍치지구로 삼고 있다.

## 평야·분지
산지국(山地國) 일본에서는 대륙에서 볼 수 있는 광대한 구조성의 평탄지역은 볼 수 없다. 일본인들이 거주하고 생산활동의 무대로 삼아온 평탄지는 산간의 분지·곡저평야·충적평야 등으로서, 좁은 일본열도 안에 점점이 분포되어 있다. 분지의 배열은 지질·지형구조에 지배되어 분지열(盆地列)을 만드는 경우가 많다. 급준한 산지를 깎아먹고 흐르는 급류 하천은 산지에서 옮긴 사력(砂礫)을 산록부(山麓部)에 퇴적하며 선상지(扇狀地)를 형성하고, 나아가 하구 부근에 삼각주를 발달시킨다.

## 하천

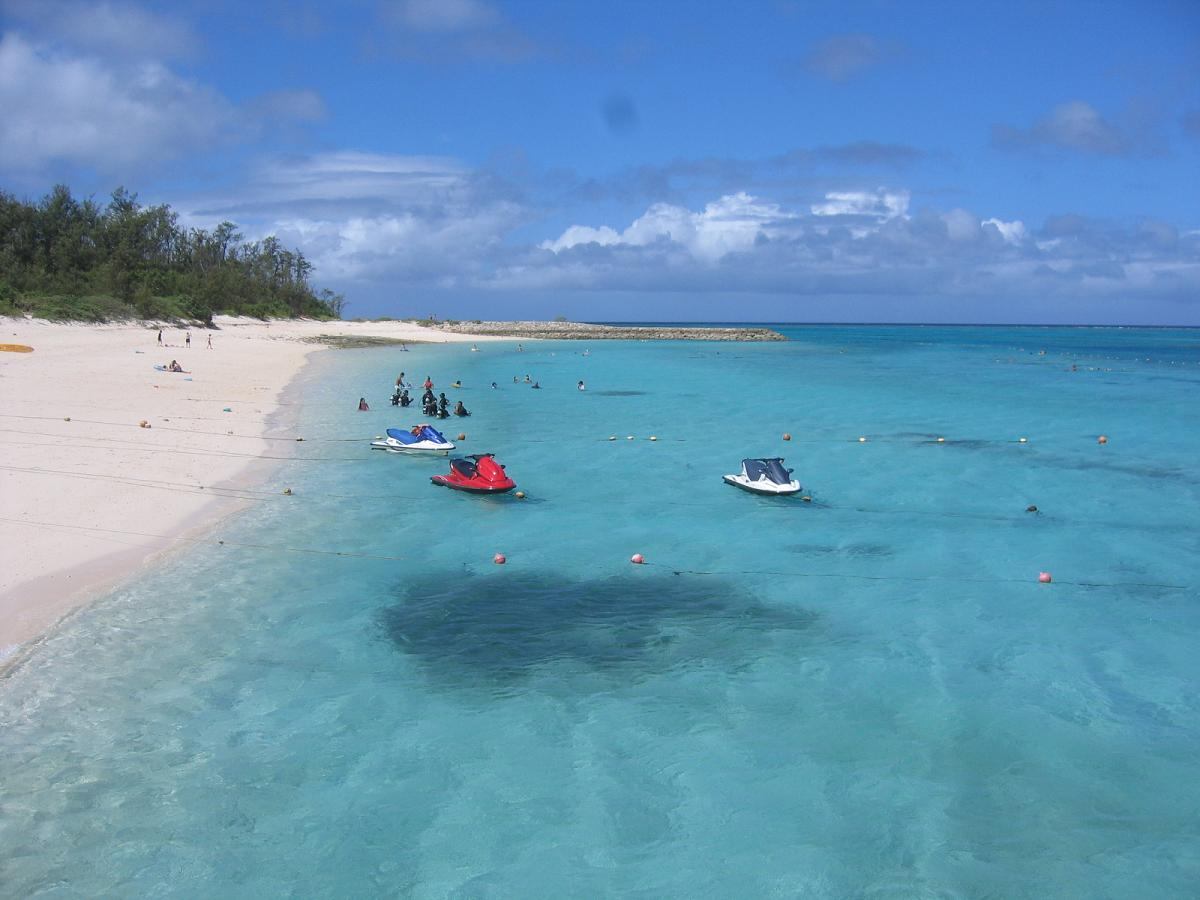
민나섬의 해변

급준한 산지가 해안까지 다가와 있는 일본열도에서는 하천의 총 길이가 300km를 넘는 것은 이 시카리강·시나노강·데시오강 등의 하천에 불과하다. 강은 산지를 침식하고 토사의 생산을 주로 하는 상류의 산간구역, 토사의 운반을 주로 하고 곡폭(谷幅)이 급히 넓어지는 산록에 선상지(扇狀地)를 형성하는 중류의 곡구역(谷區域) 및 상류에서 옮겨진 토사를 퇴적하는 하류의 평지구역으로 크게 3분된다.
일본의 하천은 하류의 평지구역이 결핍되어 있고 하구부(河口部)까지 곡구역(谷區域)의 성격을 갖는 하천이 많다. 후지강 등 중일본의 하천은 하구부까지 굵은 모래흙을 유출하는 급류이다한,일본서는화과 산(性 강 하의흐름을화지의 중심수다.

## 호소
일본의 호소는 그 면적은 좁지만 여러 성인(成因)을 갖고 있다.
단층운동으로 형성된 요지(凹地)가 호분(湖盆)이 된 비와호 등의 구조호(構造湖), 바다가 육지로 들어오는 입구가 사주(砂州)나 하천 퇴적물에 의해 막혀진 가스미가우라호·하마나호 등 수심 10m 전후의 얕은 호수 및 직접 화산활동에 의해 형성된 도와다호·다자와호 등의 칼데라 호, 화산 분출물에 의해 만들어진 이나와시로호·아시노호 등 여러 가지 성인으로 만들어진 호소를 볼 수 있다.

## 각 지방·도시
일본의 각 지방은 규슈·주고쿠·시코쿠·긴키·주부·간토·도호쿠·홋카이도 등의 8개 지방으로 나누어 생각할 수 있다.

### 규슈 지방
일본 본토 남단에 위치하는 규슈섬을 중심으로 한 지방. 후쿠오카현·사가현·나가사키현·구마모토현·오이타현·미야자키현·가고시마현의 7개 현으로 이루어지며, 규슈산맥이 남북으로 달려 중앙부에 아소산이 있다.
- 후쿠오카시

후쿠오카 현청 소재지이며, 규슈의 행정·경제의 중심지이다. 가마쿠라 시대에는 원(元)의 내습을 받아, 이를 방어하기 위해 쌓은 돌담의 방벽이 아직 남아 있다. 현재 후쿠오카 취업인구의 74%는 제3차산업, 25%는 제2차산업에 종사하며, 정치·상업도시로서의 성격이 강하다. 시의 북부는 하카타만에 면하고, 동중국해로 출어하는 일본 최대의 어항이다. 후쿠오카 시가지에는 현청·시청과 중앙관청의 여러 산하기관·매스컴·미국·한국 등의 영사관이 집중되어 있다. 면적 335km2.
- 기타큐슈시

제철·요업(窯業)·전기·화학 등의 공업이 발달한 곳이다. 야하타 남쪽에는 로프웨이(rope way)가 걸린 사라쿠라 산이 있다. 면적 474.8km2.
- 사가시

사가현의 남동부, 사가 평야의 거의 중앙에 위치한다. 사가현의 중심도시로 현청 소재지이다. 기름진 사가 평야의 농촌을 후배지(後背地)로 하여 물자의 집산이 성한데, 최근 공업화가 진행되고 공업제품 출하액의 22%을 차지한다. 면사·면포·전기기구·농수산 가공품·비료·기계류·고무제품·지기(紙器) 등이 주요 산업이다. 면적 104km2.
- 나가사키시

나가사키현의 현청 소재지. 항만도시로서 1571년부터 개항되었고, 쇄국시대에 일본 유일의 외래문화 도입지로 번영하였으며 사적들이 많아 관광도시의 구실도 아울러 하고 있다. 나가사키 조선소는 세계 제1의 진수량을 자랑하며, 종업원 1만 2,000명을 수용하는 조선(造船)의 고장이기도 하다. 시가지의 대안(對岸)에는 미쓰비시 조선소와 미쓰비시 전기가 있다. 시가지 북쪽에 펼쳐지는 우라카미 지구는 나가사키 대학, 국제문화회관을 중심으로 한 교육·주택 지구이다. 면적 240km2.
- 구마모토시

규슈 지방에서 기타큐슈시·후쿠오카시 다음가는 규모를 가지며, 규슈관광의 중추로서 구마모토성과 스이젠사 공원(水前寺公園) 등의 명소를 이용한 관광시설의 정비를 행하고 있다. 공업은 식료품(40%)·기계(2%)·섬유(8%)·목재제품(8%) 등의 도시형 공업 중심이다. 면적 172km2.
- 벳푸시

벳푸만 서안의 온천도시. 온천이 풍부한 외에 산과 바다의 풍광이 뛰어나고 수륙 교통의 요지에 있는 일본 최대의 온천도시로 발전하고 있다. 연간 관광객은 800만을 넘는다. 벳푸를 기점으로 해서 아소로 향하는 규슈 횡단도로는 화산·고원·온천이 풍부한 이 고장을 일약 유수의 관광지역으로 만들고 있다. 면적 125km2.
- 나하시

오키나와섬의 남부에 위치하는 오키나와의 중심도시로, 2차대전으로 파괴되어 전전의 모습은 거의 찾아보기 어렵다. 전후에는 도자기업을 중심으로 시가지가 형성되었는데 중심가는 전전의 장소에서 옮겨졌고 시역(市域)도 인근의 마와시(眞和志)·고로쿠(小祿) 등을 합병하여 넓어졌다. 면적 37km2.

### 주고쿠 지방
주고쿠는 혼슈의 최남단, 세토나이카이를 사이에 두고 시코쿠와 마주보고 있는 지역으로, 돗토리현·시마네현·오카야마현·히로시마현·야마구치현 등의 현으로 이루어진다. 주고쿠 산맥이 거의 동서로 길게 뻗어 있으며, 그 사이를 뚫고 고노 강을 비롯한 짧은 하천들이 남북으로 관류하고 있다.
- 오카야마시

오카야마현 남부 해안의 교통의 요지로서 이 현의 정치·경제·문화의 중심지이다. 공업으로는 식료품·기계·섬유·고무 등이 있고, 고난(岡南) 공업 지역과 구메(久米)공업단지 등이 정비되어 있다. 고라쿠엔·오카야마성 등의 명승지와 이케다 동물원·오카야마 미술관 등의 문화시설, 그 밖에 역사적인 사찰·성지가 많다. 면적 510km2.
- 히로시마시

후토다 강(太田川) 삼각주에 있는 주고쿠지방 최대의 광역중핵 공업도시다. 시의 북쪽에는 히로시마성이 있다. 1945년에 투하된 원폭으로 거의 전멸상태에 있었으나 완전히 복구되었다. 시의 중심가에는 관청·은행·증권회사들이 즐비하여 경제활동의 중심지역을 이루고 있다. 한편, 미쓰비시 중공업(조선·기계)을 비롯하여 제강·자동차·맥주 등의 큰 공장들이 있다. 면적 673km2.

### 긴키 지방
남쪽은 기이반도에서 북쪽은 와카사만에 이르는, 주고쿠와 주부 지방간의 지역을 말한다. 교토부·오사카부·미에현·시가현·효고현·나라현·와카야마현 등의 현을 포함하며, 시가현에는 일본 최대의 호수 비와호가 있다.
- 교토시

교토 부청이 있는 교토부의 중심도시일 뿐 아니라 1000년의 고도이며 문화·관광도시로서 국제적으로 널리 알려져 있는 도시이다. 지역은 610km2 로서 넓은 지역을 차지하고 있는데, 이에 비해 인구는 적은 편으로 일본 도시 중 제5위를 차지한다. 시의 9개구 중, 상부에는 일본 최대의 기업지구인 니시진(西陳)이 있는데, 5천 이상의 직물공장이 늘어서 일본의 전통적인 의류품 생산을 하고 있다. 또한 남부에는 교토 대학·미술관·오카사키 공원(岡崎公園)·헤이안 신궁 등이 있어 교토의 대표적인 경관을 나타내고 있다. 시의 서교(西郊)엔 긴카쿠사·다이토쿠사(大德寺) 등 헤이안 이래의 명찰(名刹)이 많이 남아 있어 고도(古都)로서의 면모를 보여주고 있다. 교토는 아직도 전통공업이 성하지만 남서부에는 거대한 근대적 공장이 건립되어 있다. 면적 610km2.
- 오사카시

오사카시는 요코하마 다음가는 일본 제3의 상공업도시이다. 시역의 대부분은 요도강 하류의 삼각주에 있고, 많은 운하가 통하고 있어 ‘물의 고향’이라는 별명이 있다. 북단에 있는 오사카성 공원 일대에는 부청·방송국·중앙체육관·국립병원 등이 모여 있으며, 여러 대학과 시텐노사 등 명찰이 있다. 시의 주변은 모두 공업지구인데, 서부는 임해공업지구(臨海工業地區)로서 오사카항의 수운의 혜택이 크며, 제철·조선·차량·화학공업 등 대규모 공장이 많은 중화학 공업지이다. 북부는 요도가와 공업지구(淀川工業地區)로 풍부한 공업용수에 의존하여 방적·염색·제약 등 화학공업이 발달하고 있다. 또한 동부는 조토공업(城東工業)지구로서, 각종 금속·기계·잡공업(雜工業) 등이 많은 중소규모의 공업지를 이룬다. 최근 산업의 고도성장에 따라, 지반침하·대기오염·소음·교통마비 등의 공해가 심하여 그 대책이 크게 문제되고 있다. 면적 208km2.
- 고베시

예부터 양항으로 알려진 고베시는 단층지형으로 이뤄지는 롯코 산지(六甲山地)가 산록(山麓)에 복합 선상지를 이루면서 바다에 면한 곳에 서 있기 때문에 시내에는 큰 하천이 없고, 항만으로서는 유리하지만 배역(背域)이 북으로 제약되어 있어 동서방향으로 길게 발전했다. 공업은 동부엔 철강·기계기구, 중앙부엔 조선 등의 중공업이 있으며 서부에는 소규모의 고무·식료품 등의 공업을 볼 수 있다. 고베항의 무역액은 일본 전체 무역액의 약 10%로 제2위를 차지했다. 면적 540km2. 남서쪽으로 흘러 야마토강과 합류한다. 기후는 기온의 연교차가 크고, 강수량은 1,200mm로 평균강수량에 미치지 못한다. 710년 헤이조쿄라고 불린도읍이 세워져 70여년간 국도(國都)로 번영한 도시로, 불교문화가 크게 융성하였다. 교토로 천도한 후 국도의 기능을 잃었으며 12세기 말 병란(兵亂)으로 시가지가 소실되었으나 13세기에 여러 절들이 재건되면서 다시 제2의 도시가 되었다. 메이지 유신 이후 현청소재지가 되고, 국제적인 관광도시가 되었다. 산업별 인구구성(1980)으로는 제3차산업 인구가 69%, 제2차산업인구 27%로 소비도시적 성격이 강하다. 공업은 먹·붓·칠기·도자기·직물·수직 등 정통공예품의 생산이 활발하다.
- 나라시

나라 공원을 중심으로 하는 구시역(舊市域)에서 발전한 도시로서, 교토에 비길 만한 고도(古都)이며, 대불(大佛)·사슴·고미술 등으로 널리 알려진 국제 관광도시이다. 한편, 나라현의 현청 소재지로서 현정(賢政)의 중심지이며 나라 공원, 요시노산 등의 명소로서도 이름 높다. 면적 212km2.

### 주부 지방
혼슈의 중앙부, 북은 노토반도에서 남은 스루가만에 이르는 지역, 북쪽에는 히다산맥과 에치고산맥, 남쪽엔 아카이시산맥이 치달리고, 이들 산지에서 발원한 덴류강·시나노강이 각각 하마마쓰와 니가타의 연해로 흘러든다. 주부 지방은 도야마현·이시카와현·니가타현·후쿠이현·야마나시현·나가노현·기후현·시즈오카현·아이치현 등의 여러 현으로 이루어지며, 특히 히다산맥에는 고도 3,063m의 온타케 산(御岳山)이 있다.
- 니가타시

니가타현 중앙부, 시나노강 하구에 위치하는 현청 소재지. 하구항(河口港)으로서 발달하여, 근세 바쿠후의 직할 항구가 되었으며 1869년에 개항되었다. 에치고평야를 배경으로 농산물이 집산되고 상업이 매우 성하다. 시나노 강 동안(東岸)에는 조손·기계·철강·금속·비료·제지·섬유·펄프를 중심으로 하며, 중요한 임해 중공업도시를 형성하고있다. 면적 209km2.
- 시즈오카시

시즈오카현 중앙부에 있는 현청 소재지. 철도·국도 등의 교통망이 잘 정비되어 있어 현의 정치·문화의 중심지인 동시에 상공업의 발전도 유명하다. 공업으로는 칠기나 각종 목제품 등 재래공업의 기반 위에 발달한 약 2000의 중소 공장 외에 전기·화장품 등의 대공장도 많다. 면적 1,146km2.
- 나고야시

아이치현의 현청 소재지로 도쿄·요코하마·오사카 다음가는 일본 제4의 도시이며, 또한 일본 5대 해운 중심지의 하나로 대미(對美)·대아시아 무역의 일대 거점이기도 하다. 산업으로는 오랫동안 섬유·식료품·도자기·목재공업 등 경공업중심의 도시였으나, 제2차 세계대전 중에 항공기공업, 그 밖의 병기공업이 발흥하여 중공업화되었고 전후에도 기계·금속·화학공업의 비중이 높아져 중경업(重輕業) 종합 공업도시로서의 성격을 띠게 되었다. 특히 나고야항 주변과 남부 및 서부의 임해공업용지의 조성작업이 활발하며 남부 지역에는 신일본 제철의 중심으로 한 콤비나트화(化)가 추진되고 있다. 나고야성, 도쿠가와 미술관(德川美術館) 등 중요 문화재가 많다. 면적 326km2.

### 간토 지방
간토평야를 중심으로 한 일본의 정치·경제·문화의 중심지역으로서, 도쿄도와 이바라키현·도치기현·군마현·사이타마현·지바현·가나가와현의 여러 현으로 이루어진다. 이즈반도와 보소반도 사이의 사가미만에 돌출한 미우라반도에는 군항(軍港) 요코스카항이 있고, 일본 제3의 긴 강인 도네강이 간토 평야를 가로질러 일본 제2의 담수호 가스미가우라호를 옆에 끼고 태평양으로 흘러들어간다.
- 도쿄도

일본의 수도 도쿄에는 입법·사법·행정의 중추기관이 설치되어 있고, 모든 외국 공관이 집중하고 있는 정치·문화·경제의 중심지이다. 한편, 전국 기업 본사의 27%가 이곳에 있고, 공업은 전국의 14%, 상업은 30%로, 오사카·요코하마와 함께 일본의 3대 거점이 되고 있다. 학교·연구소·도서관·극장·신문사·방송국이 집중하고, 그 중에서도 대학은 전국 국공립대학의 26%, 사립대학은 31%가 있고, 출판사는 전국의 38%가 집중해 있다. 인구 2,000만이 넘는 거대한 소비지인 동시에 전국의 생산과 소비를 연결하는 물자의 집산지로서 중요한 역할을 다하고 있다. 또한 일본 최대의 산업도시인 도쿄의 산업구성은 거의가 제2차·제3차 산업이며, 산업별 인구의 비율은 제2차 산업이 35%, 제3차산업이 65%를 차지하고, 제1차산업은 0.7%에 불과한데, 더욱 감소되는 경향에 있다. 도심지를 왕래하는 자동차 대수는 300만대를 넘고 있다. 이처럼 막대한 교통량을 흡수하기 위해 수도 고속도로망이 갖추어져 있고, 한편 주요도시를 연결하는 도시간 고속도로의 건설이 추진되고 있다. 철도는 도쿄역·우에노역·신주쿠역 등의 국철역이 간선 열차의 시발역이 되어 있고, 도내환상선(都內環狀線)의 각역을 시발점으로 하여 사철(私鐵)의 교외전차가 사방으로 통하고, 교외로 연결하는 지하철을 이용하는 인구가 매우 많다.
도쿄의 명소로는 지요다구의 히비야 공원(日比谷公園), 분쿄구에 있는 고라쿠엔(後樂園), 다이토구의 우에노 동물원, 긴자의 가부키좌(歌舞伎座), 미나토구의 도쿄 타워, 국립박물관, 국립과학박물관, 국립서양미술관 등이 있다.
- 지바시

지바현의 현청 소재지로 공업단지와 중공업이 발달되고 현내 정치·경제·문화의 중심지인 동시에 도쿄의 위성도시적인 성격도 띠고 있다. 은행·보험·신탁업 등이 성한 현 내의 상업 중심지이며, 지바 대학을 비롯한 문화기관이 많다. 면적 261km2.
- 요코하마시

도쿄에 이어 일본 제2의 거대한 도시이다. 1859년 개항된 이래, 대외무역 활동이 매우 성했다. 최근에는 시역의 기능분화 경향이 현저하여, 중구 일대에는 행정·무역·금융·기업 사무소의 집중화 등이 뚜렷한 데 반해 외연지역(外緣地域)에는 주택지화·학원화·공업화가 활발하다.
- 요코스카시

요코하마의 남쪽으로 이어지는 미우라반도의 주요부를 차지하며, 요코스카 시가는 반도의 산업·관광·교통망의 요지이며, 조선·수산기지·화력발전소로 알려져 있다. 요코스카 시가는 바쿠후 시대에 제철소·조선소를 중심으로 발전했으며 그것이 해군공창으로 변하였고, 또한 요코스카 진수부(橫須賀鎭守部)·도쿄만 요새사령부 등이 설치되어 군사도시로 발전하여 왔다.

### 도호쿠 지방
간토와 부를 지역으로 아오모리현·이와테현·미야기현·아키타현·야마가타현·후쿠시마현 등의 현을 포함한다. 중앙부에 오우산맥과 그 양측에 데와산맥·기타카미산맥이 북으로 치달려 조카이산·이와테산 등의 고봉을 이루고, 오노모강과 기타카미강이 각각 동해와 태평양으로 흘러들어간다. 아키타현의 해안 저지에 하치로호, 그리고 아키타현과 아오모리현의 경계에 있는 도와다호큰 호수가 있다.
- 아오모리시

아오모리현의 중심적 위치에 있는 도시이다. 메이지 시대 초기에 현청 소재지가 된 이래 현의 정치·경제·문화의 중심으로 꾸준한 발전을 계속해 왔으나 2차대전 때의 전화(戰禍)로 많은 피해가 있었다. 그러나 오히려 이를 계기로 종전 후 새로운 도시계획하에 시가지를 건설할 수 있게 되어 도호쿠지방에서도 굴지의 도시로 발전하였다. 또한 도호쿠·오우(奧羽) 두 철도선과 세이칸(靑函)항로의 결합점으로서 교통상 요지를 이루고 시에서 북방으로 뻗는 쓰가루선은 장차 세이칸 해저 터널(tunnel)로 연결될 예정이다. 공업으로는 전통적인 식료품·제재·조선 등이 있다. 면적 693km2.

### 홋카이도 지방
일본의 최북단 홋카이도섬과 주변의 부속 도서로 이루어지는 지방으로 쓰가루 해협을 사이에 두고 혼슈와 마주보고 있으며, 히야마·오시마·시리베시·이부리·이시카리·루모이·소야·소라치·히다카·가미가와·도카치·아바시라·구시로·네무로 등을 포함한다. 에리모곶 근처 호로이즈미로부터 북으로 뻗은 히다카산맥은 섬의 중앙부에 다이세쓰산·도카치산 등의 화산군을 형성한다. 동북부에는 구차로호·마슈호, 그리고 남서부 이시카리와 이부리현의 경계엔 시코쓰호가 있고, 홋카이도 제1의 긴 강인 이시카리강과 서북부의 데시오강을 비롯하여 수많은 짧은 하천들이 바다로 흘러든다. 주요 도시로는 삿포로시·하코다테시·오타루시·오비히로시·구시로시·무로란시 등이 있다.
- 삿포로시

홋카이도 중추도시로, 행정·경제·문화·교통의 중심지이다. 도청을 비롯한 중앙정부의 여러 기관, 도 내외의 주요 기업·보도기관·홋카이도 대학을 비롯한 주요 국·공·사립대학이 집중하고 상업이 성하다. 또한 철도·도로·항공교통의 중심지이기도 하다. 면적 1,118km2.